# 永安九龍中心

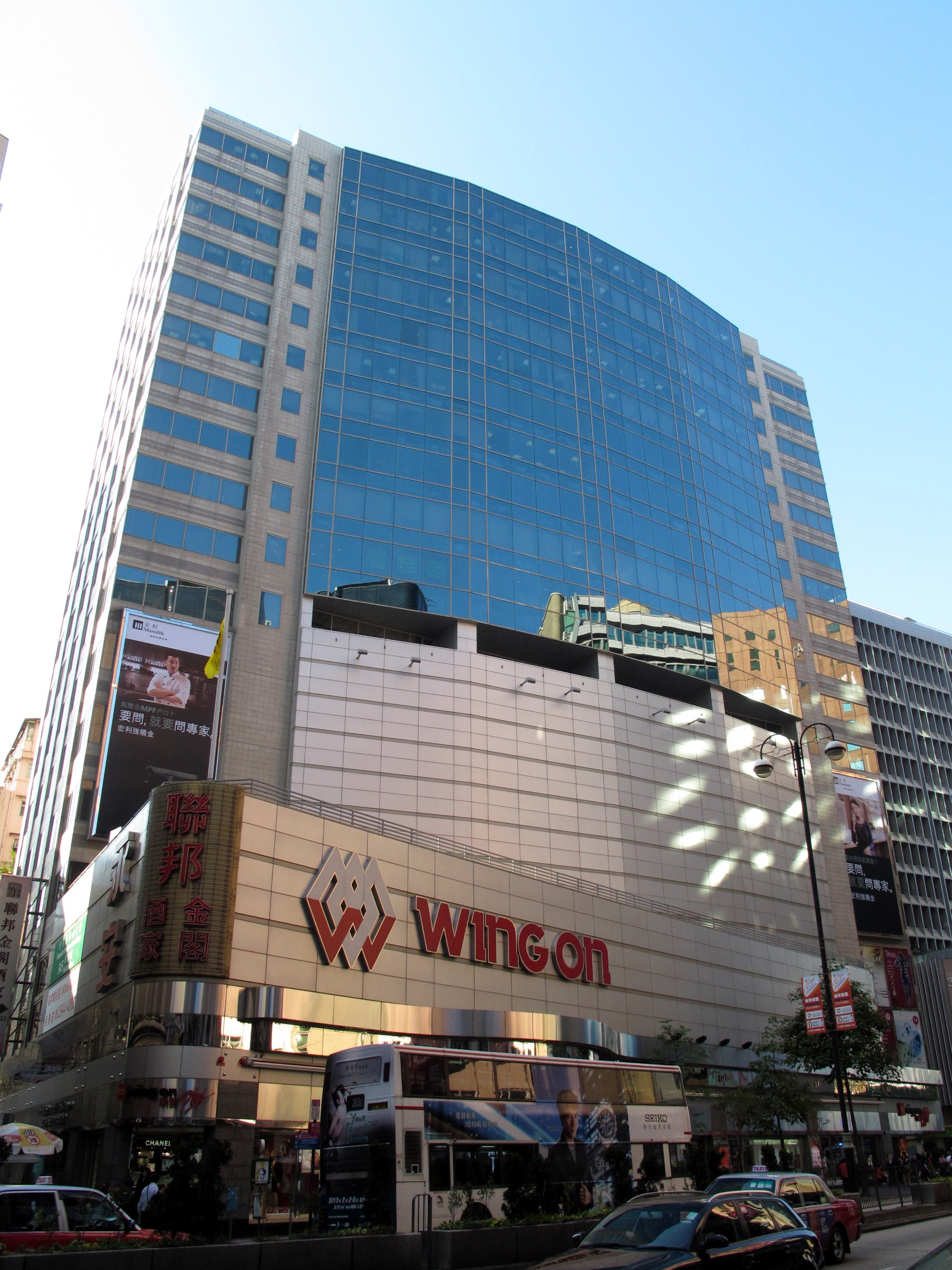
永安九龍中心（2013年）

永安九龍中心，為香港集商場和寫字樓的大廈，位於九龍佐敦（油麻地）彌敦道345號，在1999年7月落成（26年前）。大廈樓高18層，總樓面約142,100平方呎。由永安集團一直持有。

## 基本資料
前身為1964年開業、由曾任四屆中華民國立法委員和曾長期代表中華台北的國際奧林匹克委員會委員的徐亨所經營的香港富都酒店，1991年被永安集團購入，1994年拆卸期間發生塌牆事故。大廈基座為永安百貨九龍店，樓高6層。。而9至18樓為寫字樓，初時命名為宏利公積金大廈，早年獲宏利保險租用多層。現時租戶包括碧桂園、香港專業進修學院、教育局九龍區域教育服務處（已遷往九龍塘教育服務中心）、香港旅遊業議會、衛生署控煙酒辦公室、律師事務所、會計師事務所及食品公司等。個別樓層料作醫務樓層。而業主在2017年曾計劃將16至18樓改為醫務樓層，以提高租金。

## 樓層分佈
- 18樓：衛生署控煙酒辦公室（1801-1803室）
- 15樓：法國地基建築有限公司（1503-1506室）

## 鄰近
- 香港逸東酒店
- 廟街夜市
- 佐敦站